# Miguel Cicero
Miguel Ángel Cicero Olivares (Mexico, 1973) est un claveciniste mexicain.

## Carrière
Il étudie le clavecin avec Luisa Durón (es) à la Faculté de musique de l'Université nationale autonome du Mexique (UNAM).
Après avoir étudié au Conservatoire royal de La Haye sous la direction de Jacques Ogg (en), il est également élève de musique de chambre du flûtiste Wilbert Hazelzet. Ses autres professeurs sont Richard Egarr et Gustav Leonhardt.
Il suit également des cours et des ateliers sur les percussions historiques et traditionnelles avec Pedro Estevan, Layne Redmond, Glen Velez, Andrés Flóres Rosas et Francisco Bringas.
Il est membre et fondateur du quatuor baroque « Le Mercure », avec lequel il réalise des enregistrements pour Radio Bavière (Allemagne), ainsi que des concerts au Mexique, en Pologne, en Allemagne et aux Pays-Bas. Il donne également des concerts en soliste.
Il est présenté au Festival Internacional Cervantino, à la Rencontre Internationale de Musique Ancienne et au Festival international d'orgue et de musique de chambre.
Il joue de la basse continue avec Wieland Kuijken, Carlo Chiarappa (membre de l'Accademia Bizantina), Los Tonos Humanos, 5 Scordatura, Son de Madera (en) et Afrojarocho, entre autres. Il collabore à l'enregistrement de l'album Il Gardelino de Camerata Aguascalientes. Il participe également à l'album Son de mi tierra du groupe Son de Madera.
Depuis 2009, il est professeur de clavecin et de basse continue ainsi que d'un atelier de musique ancienne au Conservatoire national de musique du Mexique et à l'École de musique de l'UNAM.
Il est bénéficiaire, lors des émissions 2000 et 2001, du Programme d'appui aux études à l'étranger du Fonds National pour la Culture et les Arts.